# Razzie Awards 2009

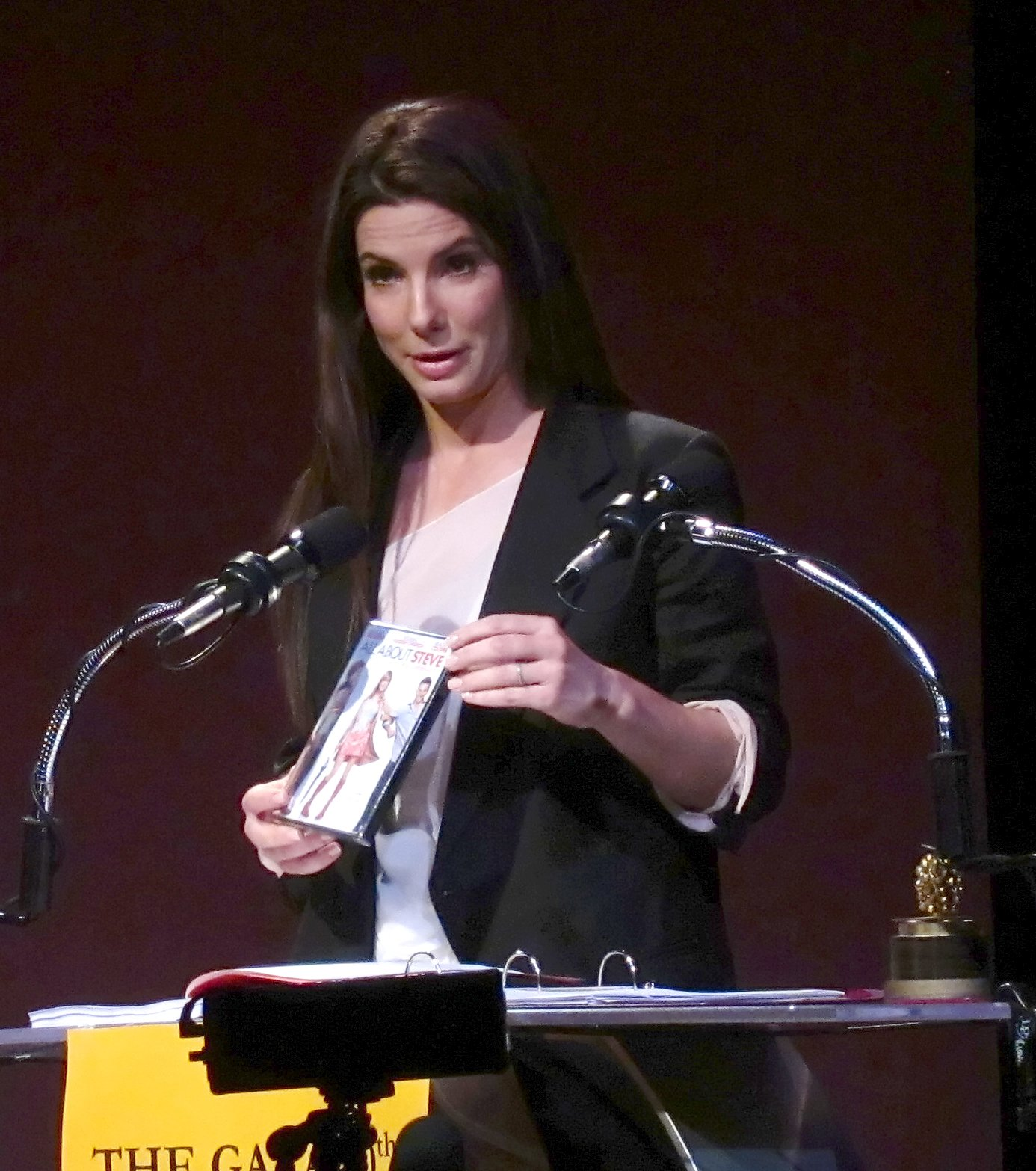
Sandra Bullock accetta il Razzie Award come "peggior attrice" del 2009

La 30ª edizione dei Razzie Awards si è svolta il 6 marzo 2010, per premiare i peggiori film dell'anno 2009. Le candidature erano state annunciate alcuni mesi prima, il 1º febbraio 2010, il giorno prima delle candidature ai Premi Oscar 2010. Transformers - La vendetta del caduto è stato il maggiore vincitore del 2009, con tre premi, incluso il peggior film.
Il film più premiato dell'anno è stato Transformers - La vendetta del caduto, mentre i più nominati sono stati Land of the Lost e Transformers - La vendetta del caduto candidati a sette premi, seguito da G.I. Joe - La nascita dei Cobra con sei e A proposito di Steve con cinque nomination.
Si presentarono a ritirare il premio Sandra Bullock, come Peggior Attrice, e J.D. Shapiro, autore del copione di Battaglia per la Terra, Peggior film del Decennio.

## Vincitori e candidati
Verranno di seguito indicati in grassetto i vincitori.
Ove ricorrente e disponibile, viene indicato il titolo in lingua italiana e quello in lingua originale tra parentesi.

### Peggior film
- Transformers - La vendetta del caduto (Transformers: Revenge of the Fallen), regia di Michael Bay
- A proposito di Steve (All About Steve), regia di Phil Traill
- Daddy Sitter (Old Dogs), regia di Walt Becker
- G.I. Joe - La nascita dei Cobra (G.I. Joe: The Rise of Cobra), regia di Stephen Sommers
- Land of the Lost (Land of the Lost), regia di Brad Silberling

### Peggior attore
- The Jonas Brothers - Jonas Brothers: The 3D Concert Experience (Jonas Brothers: The 3D Concert Experience)
- Will Ferrell - Land of the Lost (Land of the Lost)
- Steve Martin - La Pantera Rosa 2 (The Pink Panther 2)
- Eddie Murphy - Immagina che (Imagine That)
- John Travolta - Daddy Sitter (Old Dogs)

### Peggior attrice
- Sandra Bullock - A proposito di Steve (All About Steve)
- Sarah Jessica Parker - Che fine hanno fatto i Morgan? (Did You Hear About the Morgans?)
- Miley Cyrus - Hannah Montana: The Movie (Hannah Montana: The Movie)
- Megan Fox - Jennifer's Body (Jennifer's Body), Transformers - La vendetta del caduto (Transformers: Revenge of the Fallen)
- Beyoncé Knowles - Obsessed (Obsessed)

### Peggior attore non protagonista
- Billy Ray Cyrus - Hannah Montana: The Movie (Hannah Montana: The Movie)
- Hugh Hefner - Miss Marzo (Miss Marzo)
- Robert Pattinson - The Twilight Saga: New Moon (The Twilight Saga: New Moon)
- Jorma Taccone - Land of the Lost (Land of the Lost)
- Marlon Wayans - G.I. Joe - La nascita dei Cobra (G.I. Joe: The Rise of Cobra)

### Peggior attrice non protagonista
- Sienna Miller - G.I. Joe - La nascita dei Cobra (G.I. Joe: The Rise of Cobra)
- Candice Bergen - Bride Wars - La mia migliore nemica (Bride Wars)
- Ali Larter - Obsessed (Obsessed)
- Kelly Preston - Daddy Sitter (Old Dogs)
- Julie White - Transformers - La vendetta del caduto (Transformers: Revenge of the Fallen)

### Peggior regista
- Michael Bay - Transformers - La vendetta del caduto (Transformers: Revenge of the Fallen)
- Phil Traill - A proposito di Steve (All About Steve)
- Walt Becker - Daddy Sitter (Old Dogs)
- Stephen Sommers - G.I. Joe - La nascita dei Cobra (G.I. Joe: The Rise of Cobra)
- Brad Silberling - Land of the Lost (Land of the Lost)

### Peggior coppia
- Sandra Bullock e Bradley Cooper - A proposito di Steve (All About Steve)
- Due a scelta (o più) tra i Jonas Brothers - Jonas Brothers: The 3D Concert Experience (Jonas Brothers: The 3D Concert Experience)
- Will Ferrell e qualsiasi comprimario, creatura o "comic riff" - Land of the Lost (Land of the Lost)
- Shia LaBeouf e a scelta tra Megan Fox o qualsiasi Transformer - Transformers - La vendetta del caduto (Transformers: Revenge of the Fallen)
- Kristen Stewart e a scelta tra Taylor Lautner o Robert Pattinson - The Twilight Saga: New Moon (The Twilight Saga: New Moon)

### Peggior sceneggiatura
- Ehren Kruger, Alex Kurtzman e Roberto Orci - Transformers - La vendetta del caduto (Transformers: Revenge of the Fallen)
- Kim Barker - A proposito di Steve (All About Steve)
- Stuart Beattie, David Elliot e Paul Lovett - G.I. Joe - La nascita dei Cobra (G.I. Joe: The Rise of Cobra)
- Chris Henchy e Dennis McNicholas - Land of the Lost (Land of the Lost)
- Melissa Rosenberg - The Twilight Saga: New Moon (The Twilight Saga: New Moon)

### Peggior prequel, remake, rip-off o sequel
- Land of the Lost (Land of the Lost), regia di Brad Silberling
- G.I. Joe - La nascita dei Cobra (G.I. Joe: The Rise of Cobra), regia di Stephen Sommers
- La Pantera Rosa 2 (The Pink Panter 2), regia di Harald Zwart
- Transformers - La vendetta del caduto (Transformers: Revenge of the Fallen), regia di Michael Bay
- The Twilight Saga: New Moon (The Twilight Saga: New Moon), regia di Chris Weitz

### Peggior film del decennio
- Battaglia per la Terra (Battlefield Earth), regia di Roger Christian (2000)
- Freddy Got Fingered (Freddy Got Fingered), regia di Tom Green (2001)
- Amore estremo - Tough Love (Gigli), regia di Martin Brest (2003)
- Il nome del mio assassino (I Know Who Killed Me), regia di Chris Sivertson (2007)
- Travolti dal destino (Sweept Away), regia di Guy Ritchie (2002)

### Peggior attore del decennio
- Eddie Murphy - Pluto Nash (The Adventures of Pluto Nash) (2002), Le spie (I Spy) (2002), Showtime (Showtime) (2002), Norbit (Norbit) (2007), Piacere Dave (Meet Dave) (2008), Immagina che (Imagine That) (2009)
- Ben Affleck - Pearl Harbor (Pearl Harbor) (2001), Daredevil (Daredevil) (2003), Amore estremo - Tough Love (Gigli) (2003), Paycheck (Paycheck) (2003), Jersey Girl (Jersey Girl) (2004), Natale in affitto (Surviving Christmas) (2004)
- Mike Myers - Il gatto... e il cappello matto (The Cat in the Hat) (2003), Love Guru (The Love Guru) (2008)
- Rob Schneider - Little Nicky - Un diavolo a Manhattan (Little Nicky) (2000), Animal (The Animal) (2001), Hot Chick - Una bionda esplosiva (The Hot Chick) (2002), Deuce Bigalow - Puttano in saldo (Deuce Bigalow: European Gigolo) (2005), Gli scaldapanchina (The Benchwarmers) (2006), Cocco di nonna (Grandma's Boy) (2006), Quel nano infame (Little Man) (2006), Io vi dichiaro marito e... marito (I Now Pronounce You Chuck and Larry) (2007)
- John Travolta - Battaglia per la Terra (Battlefield Earth) (2000), Magic Numbers - Numeri magici (Lucky Numbers) (2000), Unico testimone (Domestic Disturbance) (2001), Codice: Swordfish (Swordfish) (2001), Daddy Sitter (Old Dogs) (2009)

### Peggior attrice del decennio
- Paris Hilton - La maschera di cera (House of Wax) (2005), The Hottie and the Nottie (The Hottie and the Nottie) (2008), Repo! The Genetic Opera (Repo! The Genetic Opera) (2008)
- Mariah Carey - Glitter (Glitter) (2001)
- Lindsay Lohan - Herbie - Il super Maggiolino (Herbie: Fully Loaded) (2005), Baciati dalla sfortuna (Just My Luck) (2006), Il nome del mio assassino (I Know Who Killed Me) (2007)
- Jennifer Lopez - Prima o poi mi sposo (The Wedding Planner) (2001), Angel Eyes - Occhi d'angelo (Angel Eyes) (2001), Via dall'incubo (Enough) (2002), Un amore a 5 stelle (Maid in Manhattan) (2002), Amore estremo - Tough Love (Gigli) (2003), Jersey Girl (Jersey Girl) (2004), Quel mostro di suocera (Monster-in-Law) (2005)
- Madonna - Sai che c'è di nuovo? (The Next Best Thing) (2000), Travolti dal destino (Swept Away) (2002), Agente 007 - La morte può attendere (Die Another Day) (2002)

## Statistiche vittorie/candidature
Premi vinti/candidature:
- 3/7 - Transformers - La vendetta del caduto (Transformers: Revenge of the Fallen)
- 2/5 - A proposito di Steve (All About Steve)
- 1/7 - Land of the Lost (Land of the Lost)
- 1/6 - G.I. Joe - La nascita dei Cobra (G.I. Joe: The Rise of Cobra)
- 1/2 - Jonas Brothers: The 3D Concert Experience (Jonas Brothers: The 3D Concert Experience)
- 1/2 - Hannah Montana: The Movie (Hannah Montana: The Movie)
- 1/2 - Immagina che (Imagine That)
- 0/5 - Daddy Sitter (Old Dogs)
- 0/4 - The Twilight Saga: New Moon (The Twilight Saga: New Moon)
- 0/2 - La Pantera Rosa 2 (The Pink Panther 2)
- 0/2 - Obsessed (Obsessed)
- 0/1 - Che fine hanno fatto i Morgan? (Did You Hear About the Morgans?)
- 0/1 - Jennifer's Body (Jennifer's Body)
- 0/1 - Miss Marzo (Miss Marzo)
- 0/1 - Bride Wars - La mia migliore nemica (Bride Wars)